# Gastridiota adoxima
Gastridiota adoxima is een vlinder uit de familie van de gevlamde vlinders (Endromidae). De wetenschappelijke naam van de soort werd voor het eerst geldig gepubliceerd in 1902 door Turner als Andraca adoxima.